# Kosovo del Nord
Kosovo del Nord (in serbo Северно Косово?, Severno Kosovo; in albanese Kosova Veriore) è la denominazione non ufficiale utilizzata per indicare la porzione più settentrionale del Kosovo, abitata principalmente da serbi. L'area coincide con le quattro municipalità di Leposavić, Zvečan, Zubin Potok e Mitrovica Nord (già parte della città di Kosovska Mitrovica), dove si trovano le istituzioni di questa entità politica.
Il Kosovo del Nord, con un territorio di circa 985 km² copre il 9% dell'intera superficie del Kosovo e ospita circa 50 000 abitanti, costituendo così la più ampia area a maggioranza serba nel territorio.
L'area è amministrata dal Consiglio Nazionale Serbo del Kosovo del Nord, presieduto da Milan Ivanović. Il presidente dell'esecutivo è Rada Trajković.

## Storia

### Prima crisi del 2011-2013
Gli scontri sono avvenuti a causa di una lunga situazione di stallo sul commercio transfrontaliero. Dalla dichiarazione di indipendenza, il Kosovo non è stato in grado di esportare nulla verso o attraverso territori controllati direttamente dal governo serbo. Si è verificata un'interruzione del commercio transfrontaliero in seguito al divieto della Serbia sulle importazioni dal Kosovo, anche se molti posti di lavoro da entrambe le parti dipendevano dal commercio transfrontaliero. La Serbia ha di stanza truppe nella regione settentrionale per imporre il boicottaggio delle merci dal Kosovo vero e proprio.
Sebbene la KFOR avesse implementato i "vaghi ultimatum" per rimuovere le barricate, in passato i serbi kosovari avevano utilizzato tratti montuosi per attraversare il Kosovo settentrionale e la Serbia vera e propria. Nello stesso momento in cui il ponte che divideva Mitrovica era chiuso ai trasporti verso sud, il treno giornaliero per la Serbia meridionale era pieno. L'Unione europea ha chiesto alla Serbia di smantellare "le strutture parallele" di governo nel Kosovo settentrionale. Il segretario di Stato serbo per il Kosovo, Oliver Ivanović, ha dichiarato: "Non li vediamo come 'strutture parallele', li vediamo come le uniche strutture, perché non riconosciamo l'indipendenza del Kosovo". Ha anche affermato che una spartizione del Kosovo è fuori questione, anche se il presidente serbo Boris Tadić si è detto aperto alla possibilità. I serbi del Kosovo settentrionale non riconoscono né cooperano con il governo del Kosovo.
Prima del tentativo della polizia del Kosovo di prendere il controllo dei valichi di frontiera amministrativi il 26 luglio, EULEX e membri serbi della polizia del Kosovo li controllavano.
Il Kosovo settentrionale, come parte dell'Assemblea della Comunità dei comuni del Kosovo, ha osservato la risoluzione 1244 del Consiglio di sicurezza delle Nazioni Unite e ha sfidato la dichiarazione di indipendenza del Kosovo del 2008 (le enclavi serbe del Kosovo erano state sotto il controllo locale, contestato dall'Assemblea albanese kosovara) fino a quando l'Accordo di Bruxelles del 2013. Il governo della Repubblica del Kosovo ha cercato di insediare funzionari doganali ai valichi di frontiera amministrativi con la Serbia centrale. Poiché i serbi kosovari si opponevano alla presenza di albanesi kosovari ai valichi, hanno eretto posti di blocco per rendere difficile il movimento al personale della KFOR.

### Seconda crisi del 2022
Innescata dalla decisione del governo del Kosovo di vietare reciprocamente le targhe serbe, una serie di proteste dei serbi nel Kosovo settentrionale, consistenti principalmente nel blocco del traffico vicino ai valichi di frontiera, sono iniziate il 20 settembre 2021. Il divieto significava che le persone che possedevano veicoli con licenza serba avrebbero dovuto cambiarle con le targhe kosovare in un centro di immatricolazione dei veicoli del governo. Il divieto aveva lo scopo di rispecchiare un divieto delle targhe kosovare che era stato imposto dalla Serbia dal 2008. Il governo serbo non riconosce l'indipendenza del Kosovo e considera temporaneo il confine tra Kosovo e Serbia.
Durante la crisi, due centri di immatricolazione dei veicoli del governo a Zvečan e Zubin Potok sono stati presi di mira da piromani. Le proteste hanno peggiorato le relazioni tra Serbia e Kosovo, che stavano migliorando, e hanno portato le forze armate serbe a essere poste in maggiore allerta. Entrambe le parti hanno accusato l'altra di grande eccessi. Le potenze internazionali, in particolare l'Unione Europea e la NATO, hanno chiesto una riduzione dell'escalation, mentre la Russia ha criticato il Kosovo.
Il 30 settembre è stato raggiunto un accordo per porre fine al divieto di targa, in vigore dal 4 ottobre. In cambio, i manifestanti hanno accettato di disperdersi. Secondo i termini dell'accordo, le targhe kosovare in Serbia e le targhe serbe in Kosovo hanno ora i loro simboli nazionali e codici paese coperti da un adesivo temporaneo.
Il Kosovo settentrionale è a maggioranza serba ed è stata una regione in gran parte contraria a un Kosovo indipendente, con frequenti proteste da quando il Kosovo ha dichiarato l'indipendenza. Non ha riconosciuto il governo del Kosovo e ha agito indipendentemente da esso prima dell'accordo di Bruxelles del 2013. Secondo l'accordo di Bruxelles, entro il 2016 doveva essere costituita la Comunità dei comuni serbi. La Comunità sarebbe un'associazione di autogoverno di comuni a maggioranza serba in Kosovo. Nel 2021 non si è ancora formato, poiché il governo del Kosovo ha sospeso l'applicazione di questa parte dell'accordo di Bruxelles. La Corte costituzionale del Kosovo lo ha dichiarato incostituzionale.
Fino al 2011, la Serbia ha emesso targhe serbe per le città del Kosovo settentrionale. Nel round del 2011 dei negoziati fra Belgrado e Pristina, la Serbia ha accettato di interrompere l'emissione di queste targhe. Parte dell'accordo è che dovrebbero essere cambiati per le targhe della Repubblica del Kosovo (RKS) o per le targhe neutrali del Kosovo (KS). Le targhe KS non portano alcun simbolo di stato. La Serbia ha consentito le targhe KS sul suo territorio, ma non le targhe RKS. L'accordo è durato 5 anni fino al 2016, quando si prevedeva di trovare una soluzione migliore. Gli stessi termini sono stati rinnovati il 14 settembre 2016 ed erano validi fino al 14 settembre 2021. Dopo il 14 settembre 2021 le condizioni sono rimaste le stesse, ma il 20 settembre 2021 in Kosovo è stato emesso un divieto per le targhe serbe. Anche le targhe KS, utilizzate da alcuni veicoli, sono state invalidate dal governo del Kosovo. Ciò ha colpito alcuni dei loro proprietari che spesso hanno dovuto attraversare il confine tra Kosovo e Serbia.
Il motivo del divieto del governo kosovaro era stato quello di rispecchiare la precedente politica del governo serbo che vietava le targhe della Repubblica del Kosovo (RKS). I veicoli con targa RKS in Serbia hanno dovuto adottare targhe serbe temporanee. I veicoli con targa serba in Kosovo avrebbero dovuto, fino all'accordo del 30 settembre 2021 a Bruxelles, farsi togliere le targhe serbe e scambiarle con targhe kosovare presso un centro di immatricolazione dei veicoli governativo. I conducenti che avevano visitato il paese con targhe serbe dovevano ottenere targhe temporanee. Le targhe temporanee costavano 5 euro di tasse ed erano valide per 60 giorni. Secondo quanto riferito, il divieto avrebbe colpito circa 9.500 veicoli con targa serba nel Kosovo settentrionale, che avrebbero dovuto adottare targhe kosovare permanenti. Questo originariamente doveva essere fatto dopo l'accordo del 2011, ma non è stato fatto alcun tentativo per farlo rispettare.
Le proteste organizzate dai serbi del Kosovo contro il governo kosovaro sono iniziate il 20 settembre 2021. Lo stesso giorno, oltre 20 veicoli della polizia del Kosovo, di cui oltre 10 blindati, sono giunti sul luogo delle proteste. Centinaia di serbi locali protestavano ogni giorno. Stavano bloccando le strade che portano ai due valichi di frontiera con la Serbia nel Kosovo settentrionale, vicino a Jarinje e Brnjak, con veicoli e barricate rinforzate con ghiaia. Il 23 settembre 2021 il blocco del traffico veicolare sulla strada Mitrovica–Raška a Jarinje ha raggiunto i 3 chilometri di lunghezza. I manifestanti dormivano vicino ai luoghi della protesta in tende improvvisate. Alle proteste hanno partecipato anche rappresentanti della Lista serba.
Le proteste erano state per lo più non violente. Tuttavia, il 25 settembre 2021, due centri di immatricolazione dei veicoli del governo a Zvečan e Zubin Potok sono stati attaccati da un incendio doloso e, secondo quanto riferito, con bombe a mano che non sono esplose. Il 23 settembre 2021 è stato riferito che la polizia del Kosovo ha ferito tre serbi che non stavano protestando, due dei quali sono stati ricoverati in ospedale. La polizia del Kosovo ha negato il coinvolgimento e ha affermato che si tratta di disinformazione. Secondo l'accordo tra Kosovo e Serbia mediato dal rappresentante dell'Unione europea (UE) per il dialogo Balcanico-Pristina Miroslav Lajčák a Bruxelles, raggiunto il 30 settembre 2021, la polizia speciale kosovara si è ritirata entro le 16:00 ora locale del 2 ottobre 2021. Insieme a questo, le barricate allestite dai manifestanti sono state rimosse dai serbi locali e i blocchi del traffico sono cessati, portando alla ripresa del traffico di frontiera. La Kosovo Force (KFOR), una forza internazionale di mantenimento della pace a guida NATO, ha sostituito le unità di polizia ed è stata presente per le due settimane successive.

### Terza crisi del 2023
Dopo le elezioni municipali del 2023, il 26 maggio è scoppiata una nuova crisi nei quattro comuni kosovari: Leposavić, Mitrovica Nord, Zubin Potok, Zvečan. I cittadini serbi, che rappresentano la quasi totalità degli abitanti della regione, a seguito di proteste per una maggiore autonomia hanno boicottato le elezioni locali, che hanno visto una partecipazione del 4% degli aventi diritto, quasi tutti albanesi o appartenenti ad altri gruppi etno-linguistici. Quindi, gruppi di cittadini serbi hanno rifiutato e impedito ai politici, sindaci e consiglieri di etnia albanese e di altre minoranze, di entrare nei palazzi municipali, provocando cosi l'ennesima crisi etno-politica del paese. L'esercito serbo e la NATO sono intervenuti nelle quattro città. A Zvečan sono stati feriti quattordici militari del 9º Reggimento alpini.

## Demografia
Prima del conflitto del 1999, la zona era abitata principalmente da serbi, con una consistente minoranza albanese e piccoli nuclei di bosgnacchi, gorani, rom e turchi. Secondo il censimento jugoslavo del 1991, Leposavić, Zvečan e Zubin Potok contavano una popolazione complessiva di 35.000 unità, di cui l'84,9% erano rappresentato da serbi, l'11,1% da albanesi e il 3,9% da appartenenti ad altre etnie.
La guerra ha prodotto significativi mutamenti nella composizione etnica dell'area. A seguito della pulizia etnica, molti albanesi hanno abbandonato il Kosovo settentrionale, mentre il numero dei serbi è cresciuto a seguito dell'arrivo di molti individui in fuga dalle altre zone della provincia.
Secondo le stime dell'OSCE, nel 2006 la popolazione delle tre municipalità di Leposavić, Zvečan e Zubin Potok ammontava a 46.000 abitanti, di cui il 95,5% serbi, il 3% albanesi e il restante 1,5% sarebbe costituito da appartenenti ad altre etnie.
Un discorso a parte va fatto per la municipalità di Kosovska Mitrovica. Con la fine della guerra essa fu infatti spartita tra serbi ed albanesi, con il fiume Ibar a fare da confine. Si ebbe così un vero e proprio scambio di popolazione, con molti serbi che si spostarono a nord del fiume e numerosi albanesi che fecero il cammino inverso. I rom furono spinti a nord del fiume, mentre turchi e gorani continuano ad abitare lungo entrambe le sponde dell'Ibar. Attualmente la parte settentrionale di Kosovska Mitrovica, costituitasi in municipalità separata dal resto della città, è abitata da 17.000 serbi e 3.000 appartenenti ad altre etnie.
Va precisato che, comunque, i dati dell'OSCE rimangono ancora piuttosto parziali.

## Economia
L'economia dell'area è stata devastata dalla guerra. Ancora nel 2006, nella municipalità di Kosovska Mitrovica si registrava un tasso di disoccupazione pari al 77%.
Da notare che la miniera di Trepčam, situata a Zvečan e che nel periodo di massima attività impiegava circa 4.000 lavoratori, è stata chiusa nell'agosto del 2000 a causa del forte inquinamento prodotto. La popolazione ha così visto scomparire il maggior centro di impiego della zona.
L'economia soffre in particolare della mancanza di investimenti, resi impossibili dall'incertezza circa il futuro politico dell'area.
Diversamente dal resto della regione, nel Kosovo del Nord non si utilizza l'euro, ma il dinaro serbo.

## Politica
Dal 1999, il Kosovo del Nord resta, di fatto, indipendente dal governo a maggioranza albanese di Pristina. Si continuano ad utilizzare i simboli nazionali serbi e la popolazione partecipa alle elezioni serbe, boicottate nel resto della provincia. Dal canto suo, il Kosovo del Nord boicotta le elezioni kosovare.
Nell'ambito della questione kosovara, il futuro del Kosovo del Nord rappresenta una sorta di "problema nel problema". Sino a tempi recentissimi, i serbi del Kosovo settentrionale hanno infatti rifiutato qualsiasi forma di collaborazione con il governo di Pristina.
Va inoltre notato che la maggioranza della popolazione non solo rifiuta l'idea di vivere in un Kosovo indipendente, ma osteggia anche l'ipotesi di vivere in un Kosovo che, pur ancora unito alla Serbia, sia dominato da un governo a maggioranza albanese. D'altro canto, una possibile soluzione potrebbe essere la separazione delle terre a nord dell'Ibar dal resto della provincia: questa soluzione, tuttavia, è rifiutata dal governo serbo, dalle Nazioni Unite e dall'attuale governo kosovaro. Lo stesso Ivanović non vede di buon occhio questa opzione, visto che ben il 55% della popolazione serba del Kosovo vive a sud dell'Ibar (dove, del resto, si trovano i luoghi più importanti della cultura dei serbi del territorio).

## Comuni del Kosovo del Nord
Elenco dei comuni del Kosovo del Nord. I dati sui serbi si riferiscono al censimento del 1998.
| Comune             | Nome serbo         | Nome albanese | Superficie | Serbi |
| ------------------ | ------------------ | ------------- | ---------- | ----- |
| Kosovska Mitrovica | Косовска Митровица | Mitrovica     | 350 km²    | 8,96% |
| Leposavić          | Лепосавић          | Albaniku      | 535 km²    | 98%   |
| Zubin Potok        | Зубин Поток        | Zubin Potoku  | 335 km²    | 91,7% |
| Zvečan             | Звечан             | Zveçani       | 104 km²    | 95%   |